# پست‌گرد
پست‌گرد یا فارغ‌التحصیل (به انگلیسی: Post Grad) یک فیلم کمدی رمانتیک محصول سال ۲۰۰۹ با نقش‌آفرینی الکسیز بلدل، کارول برنت، زک گیلفورد، مایکل کیتون، جین لینچ و رودریگو سانتورو است. کارگردانی این فیلم را ویکی جنسون به عهده داشته است. در ابتدا قرار بود نام فیلم بلیتی برای سواری و بعد از آن راهنمای بقای فارغ‌التحصیل باشد. همچنین در ابتدا قرار بود آماندا باینس در این فیلم به ایفای نقش بپردازد، اما بعداً الکسیز بلدل جایگزین او شد. این فیلم در ۲۱ اوت ۲۰۰۹ به نمایش درآمد.

## داستان
رایدن مالبی دختر جوانی است که پس از فارغ‌التحصیلی از دانشگاه، دوست دارد به عنوان دستیار ویراستار در شرکتی در لس‌آنجلس کار کند، اما همکلاسی او، جسیکا بارد، موقعیت را به دست می‌آورد. رایدن تصمیم می‌گیرد به خانه خود در حومه شهر و نزد خانواده عجیبش برگردد و به دنبال کار رؤیایی خودش می‌گردد، اما اتفاقاتی رخ می‌دهد که باعث می‌شود او خودش را بهتر بشناسد.

## بازیگران
- الکسیز بلدل در نقش رایدن مالبی
- زک گیلفورد در نقش آدام دیویس
- مایکل کیتون در نقش والتر مالبی
- جین لینچ در نقش کارملا مالبی
- کارول برنت در نقش مورین مالبی
- خودریگو سانتورو در نقش دیوید سانتیاگو
- کاترین ریتمن در نقش جسیکا بارد
- جی. کی. سیمونز در نقش روی دیویس